# Зуков, Карл фон
Карл фон Зуков (нем. Karl Ludwig Emil von Suckow; 15 марта 1787, Гольдберге, Пассе — 7 января 1863, Штутгарт) — вюртембергский полковник и мемуарист.

## Биография
Родился 15 марта 1787 года в Гольдберге. Происходил из мекленбургского дворянского рода Зуков. Его родителями были мекленбургский управляющий, главный лесничий Гессен-Дармштадта и потомственный лорд Гольдберга, Мольтенова и Ниндорфа Готфрид фон Зукков (1753–1816), возведённый в 1792 году в дворянство, и его первая жена, дочь пастора из Висмара Доротея Хан (1752—1794).
В 1800 году юнкером поступил в прусскую армию, в пехотный полк «Альт-Лариш». В 1804 году он получил звание лейтенанта. Принимал участие в битве при Йене и Ауэрштедте; в 1806 году под Магдебургом был взят в плен французами. После освобождения из плена и попытки поступить на русскую службу, поступил в вюртембергскую гвардию и в 1810 году получил звание старшего лейтенанта.
В войне 1812 года находился в составе Великой Армии, в корпусе Неё, при чём его полк понёс громадные потери: из 70 офицеров вернулось только четверо. Затем он участвовал в кампаниях 1813 и 1814 годов; был тяжело ранен в битве при Баутцене. В 1828 году получил звание майора и стал командиром батальона 5-го пехотного полка. В 1834 году был произведён в подполковники, а в 1842 году стал полковником и командиром полка. В 1848 году ему была назначена пенсия и он был переведён в Почётный корпус инвалидов.
Умер в Штутгарте 7 января 1863 года.
Его мемуары о наполеоновских войнах вообще и о войне 1812 года в частности первоначально появились на немецком языке в 1862 году, на французском языке были напечатаны в «Revue hebdomadaire» (1900—1901) под заглавием «Fragments de ma vie, 1800—12». Краткое извлечение из записок Зукова было помещено в «Историческом вестнике» (1900. — № 7).